# Művészet (folyóirat, 1958–1959)
Művészet képes havi folyóirat (1958-1959). Székhely: Marosvásárhely. A lap célja a romániai magyar képzőművészet, film-, színház és zeneművészet értékeinek bemutatása és népszerűsítése volt. Rövid fennállása alatt a folyóirat ösztönzött az alkotói tevékenység fellendítésére, képzőművészeti pályázatot hirdetett a kortárs művészet támogatására. Egész oldalas színes műmellékleteket közölt. A lap első három számában műemlék- és városképi összeállítások (Kolozsvár, Marosvásárhely, Segesvár) is megjelentek. Ehhez a kitűnő fényképanyagot nagyrészt Marx József és Erdélyi Lajos szolgáltatta.
A Művészet főszerkesztője Sütő András volt. A lap beköszöntőjében ezt írta: „Felelősséggel tartozunk mindazért, amit a szépség törvényei szerint cselekvő ember a közösség számára alkotott.” Sütő főszerkesztő-helyettese Hajdu Zoltán volt. (Rövid ideig ugyancsak főszerkesztő-helyettesi tisztséget töltött be Jánosházy György és Katona Szabó István.)
A Művészet helyébe lépő kéthetenként megjelenő Új Élet c. folyóiratot a korabeli művészetpolitikai irányítók a riportlapok szintjére próbálták lefokozni.